# Kālāma Sutta

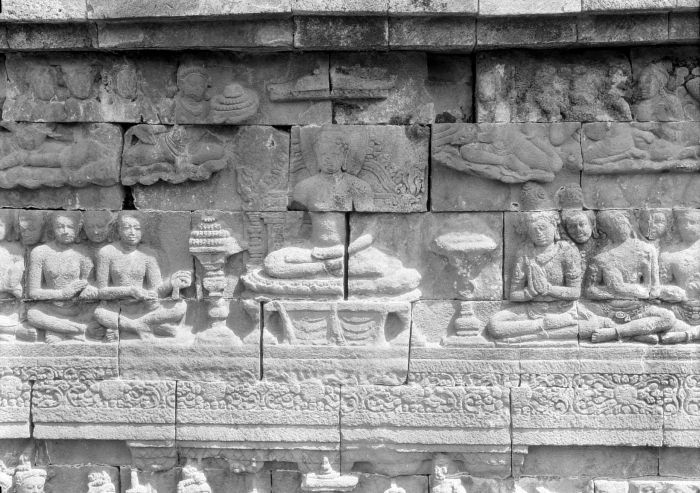
COLLECTION DU MUSÉE TROPICAL Relief sur le Borobudur TMnr

Le Kālāma Sutta est l'un des sutta souvent cités dans le bouddhisme theravâda. Il expose avant tout la question d'une source d'autorité permettant de se forger une représentation du monde. C'est le sutta n° III-65 de l'Anguttara Nikaya.

## Contenu
Les Kalamas, habitants de Kesaputta, interrogent Gautama Bouddha : différents maîtres énoncent différentes doctrines, et ils ne savent qui croire. Le Bouddha leur répond qu'on ne peut se fier :
1. ni à ce qui a été acquis du fait de l'avoir entendu de façon répétée ;
2. ni du fait de la tradition ;
3. ni du fait de la rumeur ;
4. ni du fait que ça se trouve dans une écriture ;
5. ni du fait d'une supposition ;
6. ni du fait d'un axiome ;
7. ni du fait d'un raisonnement spécieux ;
8. ni d'un parti-pris en faveur d'une notion à laquelle on a pu réfléchir ;
9. ni du fait de l'apparente habileté de quelqu'un d'autre ;
10. ni du fait de la considération « Le moine est notre maître ».

À la place de ces éléments peu fiables, Gautama leur propose d'abandonner les choses dont ils savent par eux-mêmes qu'elles sont mauvaises, blâmables, condamnées par les sages, et qu'elles conduisent au malheur. 
Sur ce principe, Gautama démontre alors que l'absence de haine, l'absence de convoitise, l'absence d'ignorance sont positives. Il enseigne alors les « quatre incommensurables » que sont la bienveillance, la compassion, la joie et l'équanimité. 
Il enseigne ensuite quatre consolations au disciple des nobles personnes, libre de haine et de malveillance: 
1. si les actions portent un «fruit» dans un au-delà, alors il gagnera l'un des paradis ;
2. s'il n'y a aucun au-delà, au moins en ce monde-ci vivra-t-il heureux ;
3. si celui qui fait le mal le subit, ce ne sera pas son cas ;
4. si celui qui fait le mal ne le subit pas, de toute façon il n'aura pas à le subir.